# Danes, včeraj in...
Danes, včeraj in... je drugi studijski album slovenske jazz fusion skupine Predmestje, ki je izšel leta 1978 pri beograjski založbi PGP RTB.

## Ozadje
Po slovenski turneji, na kateri sta nastopali še skupini YU grupa in Parni valjak, se je skupina v začetku leta 1978 odpravila v studio v Novi Sad, kjer je posnela svoj drugi album. Pred snemanjem je prišlo do nekaj menjav v zasedbi: Janeza Hvaleta je na bobnih zamenjal Tone Dimnik-Čoč, Aleksandra Malahovskega na saksofonu Lado Jakša, kot gost pa je pri snemanju sodeloval tolkalist Uroš Šećerov. Producent albuma je bil Jovan Adamov, izdala pa ga je prav tako založba PGP RTB. Andrej Pompe je konec leta 1977 dobil poziv za služenje vojaškega roka v Ajdovščini, zaradi snemanja pa je zamudil 14 dni in skupina je za leto prekinila z delovanjem.

## Sprejem
Sead S. Fetahagić je v recenziji za spletni portal Progarchives zapisal: Glasba je bližje jazz rocku kot debitantski album, celoten zvok in produkcija pa je jasnejša in boljša. Album vsebuje tri vokalne skladbe, ostalo pa so instrumentali. Na albumu ni slišati nič spektakularnega /.../. Album se seveda sooča s tipičnimi problemi fusiona: na trenutke ravna in dolgočasna glasba z izstopajočimi instrumentalnimi spretnostmi, ki jih kažejo glasbeniki, vendar s pomanjkanjem inovacije, emocij ali raznolikosti. To je evidentno na prvi polovici B strani vinila, kjer so se glasbeniki približevali temačni latino glasbi. Vseeno pa prevladujejo dobri trenutki. Zanimive, melodične in konkretne kompozicije so »Peklenski stroj«, »Danes je moj zadnji dan«, »Živim za jutri« in »Slepa ulica«. Andrej Pompe in Peter Gruden na albumu prikažeta, da sta sposobna komponista in glasbenika, čeprav jima včasih manjka energije, da bi ustvarila bolj avanturistične strukture. Kljub temu je album zelo dobra plošča, ki je potrdila Predmestje kot pomembni dejavnik jazz rocka na takratni jugoslovanski sceni.«

## Seznam skladb
| A stran | A stran                   | A stran      | A stran |
| Št.     | Naslov                    | Pisec        | Dolžina |
| ------- | ------------------------- | ------------ | ------- |
| 1.      | „Peklenski stroj‟         | Peter Gruden | 4:10    |
| 2.      | „Na razpotju‟             | Predmestje   | 3:32    |
| 3.      | „Danes je moj zadnji dan‟ | Peter Gruden | 4:06    |
| 4.      | „Živim za jutri‟          | Gabrijel Lah | 4:49    |

| B stran         | B stran                    | B stran         | B stran |
| Št.             | Naslov                     | Pisec           | Dolžina |
| --------------- | -------------------------- | --------------- | ------- |
| 1.              | „Ko se mesto prebudi‟      | Andrej Pompe    | 3:10    |
| 2.              | „Igra‟                     | Andrej Pompe    | 3:56    |
| 3.              | „Ne moreš prikrivati laži‟ | Andrej Pompe    | 3:28    |
| 4.              | „Peron št. 4‟              | Peter Gruden    | 3:50    |
| 5.              | „Slepa ulica‟              | Andrej Pompe    | 2:44    |
| Skupna dolžina: | Skupna dolžina:            | Skupna dolžina: | 33:45   |

## Osebje

### Predmestje
- Andrej Pompe – klaviature
- Peter Gruden – kitare, vokal
- Gabrijel Lah – bas
- Tone Dimnik – bobni
- Lado Jakša – altovski saksofon

Gost
- Uroš Šećerov – tolkala

### Produkcija
- Producent: Jovan Adamov
- Tonski mojster: Ištvan Tibai
- Oblikovanje, fotografija: Jaka Jeraša, Sergio Gobbo